# Rouffy
Rouffy est une commune française, située dans le département de la Marne en région Grand Est.

## Géographie

### Localisation
Rouffy est un village de la Champagne crayeuse. La commune est arrosée par la Berle, qui passe au sud du village, en direction de Vouzy. La rivière, affluent de la Somme-Soude, est entourée de bois et de marais. Un parcours de 5 kilomètres permet d'y pêcher de la truite et du brochet.
Le village se trouve au sud du territoire de la commune. Au nord, on trouve des champs. L'altitude est plus élevée dans cette partie de la commune et atteint 111 mètres, contre moins de 90 mètres le long de la Berle.
| Oger                           | Flavigny |                       |
| Villeneuve-Renneville-Chevigny | Rouffy   | Saint-Mard-lès-Rouffy |
|                                | Vouzy    |                       |

### Hydrographie
La commune est dans la région hydrographique « la Seine de sa source au confluent de l'Oise (exclu) » au sein du bassin Seine-Normandie. Elle est drainée par la Berle,.
La Berle, d'une longueur de 16 km, prend sa source dans la commune de Bergères-lès-Vertus et se jette  dans la Somme-Soude à Pocancy, après avoir traversé sept communes. 

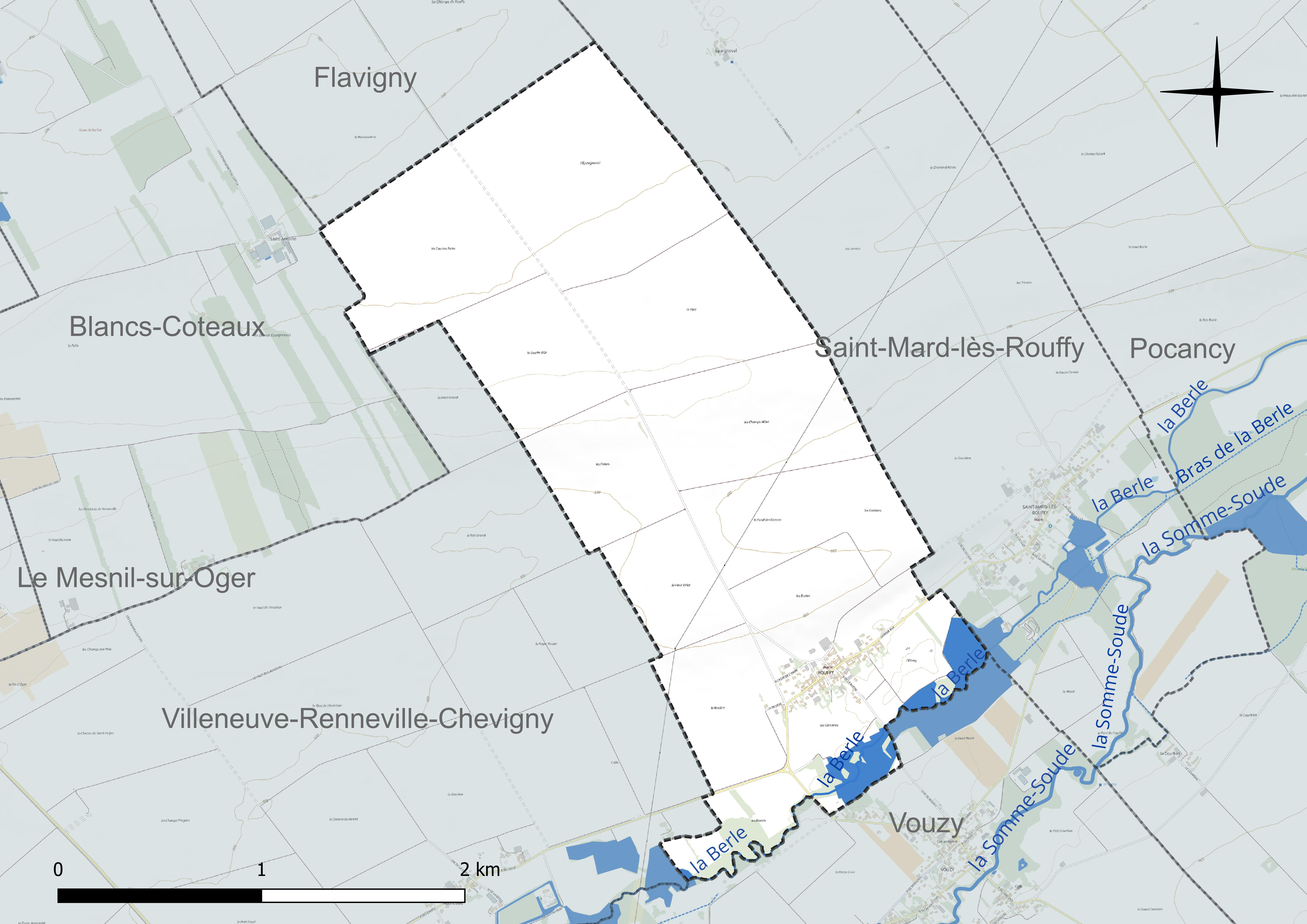
Réseau hydrographique de Rouffy.

### Climat
Pour des articles plus généraux, voir Climat du Grand Est et Climat de la Marne.
En 2010, le climat de la commune est de type climat océanique dégradé des plaines du Centre et du Nord, selon une étude du Centre national de la recherche scientifique s'appuyant sur une série de données couvrant la période 1971-2000. En 2020, Météo-France publie une typologie des climats de la France métropolitaine dans laquelle la commune est exposée à un climat océanique altéré et est dans la région climatique  Nord-est du bassin Parisien, caractérisée par un ensoleillement médiocre, une pluviométrie moyenne régulièrement répartie au cours de l’année et un hiver froid (3 °C). 
Pour la période 1971-2000, la température annuelle moyenne est de 10,5 °C, avec une amplitude thermique annuelle de 16,1 °C. Le cumul annuel moyen de précipitations est de 698 mm, avec 11,1 jours de précipitations en janvier et 7,8 jours en juillet. Pour la période 1991-2020, la température moyenne annuelle observée sur la station météorologique de Météo-France la plus proche, « Chouilly », sur la commune de Chouilly à 12 km à vol d'oiseau, est de 11,4 °C et le cumul annuel moyen de précipitations est de 668,9 mm. 
La température maximale relevée sur cette station est de 40,3 °C, atteinte le 25 juillet 2019 ; la température minimale est de −12,3 °C, atteinte le 5 février 2012,,. 
Les paramètres climatiques de la commune ont été estimés pour le milieu du siècle (2041-2070) selon différents scénarios d'émission de gaz à effet de serre à partir des nouvelles projections climatiques de référence DRIAS-2020. Ils sont consultables sur un site dédié publié par Météo-France en novembre 2022.

## Urbanisme

### Typologie
Au 1er janvier 2024, Rouffy est catégorisée commune rurale à habitat dispersé, selon la nouvelle grille communale de densité à sept niveaux définie par l'Insee en 2022.
Elle est située hors unité urbaine. Par ailleurs la commune fait partie de l'aire d'attraction de Blancs-Coteaux, dont elle est une commune de la couronne,. Cette aire, qui regroupe 11 communes, est catégorisée dans les aires de moins de 50 000 habitants,.

### Occupation des sols
L'occupation des sols de la commune, telle qu'elle ressort de la base de données européenne d’occupation biophysique des sols Corine Land Cover (CLC), est marquée par l'importance des territoires agricoles (96,1 % en 2018), une proportion identique à celle de 1990 (96,1 %). La répartition détaillée en 2018 est la suivante : terres arables (96,1 %), forêts (3,9 %).
L'évolution de l’occupation des sols de la commune et de ses infrastructures peut être observée sur les différentes représentations cartographiques du territoire : la carte de Cassini (XVIIIe siècle), la carte d'état-major (1820-1866) et les cartes ou photos aériennes de l'IGN pour la période actuelle (1950 à aujourd'hui).

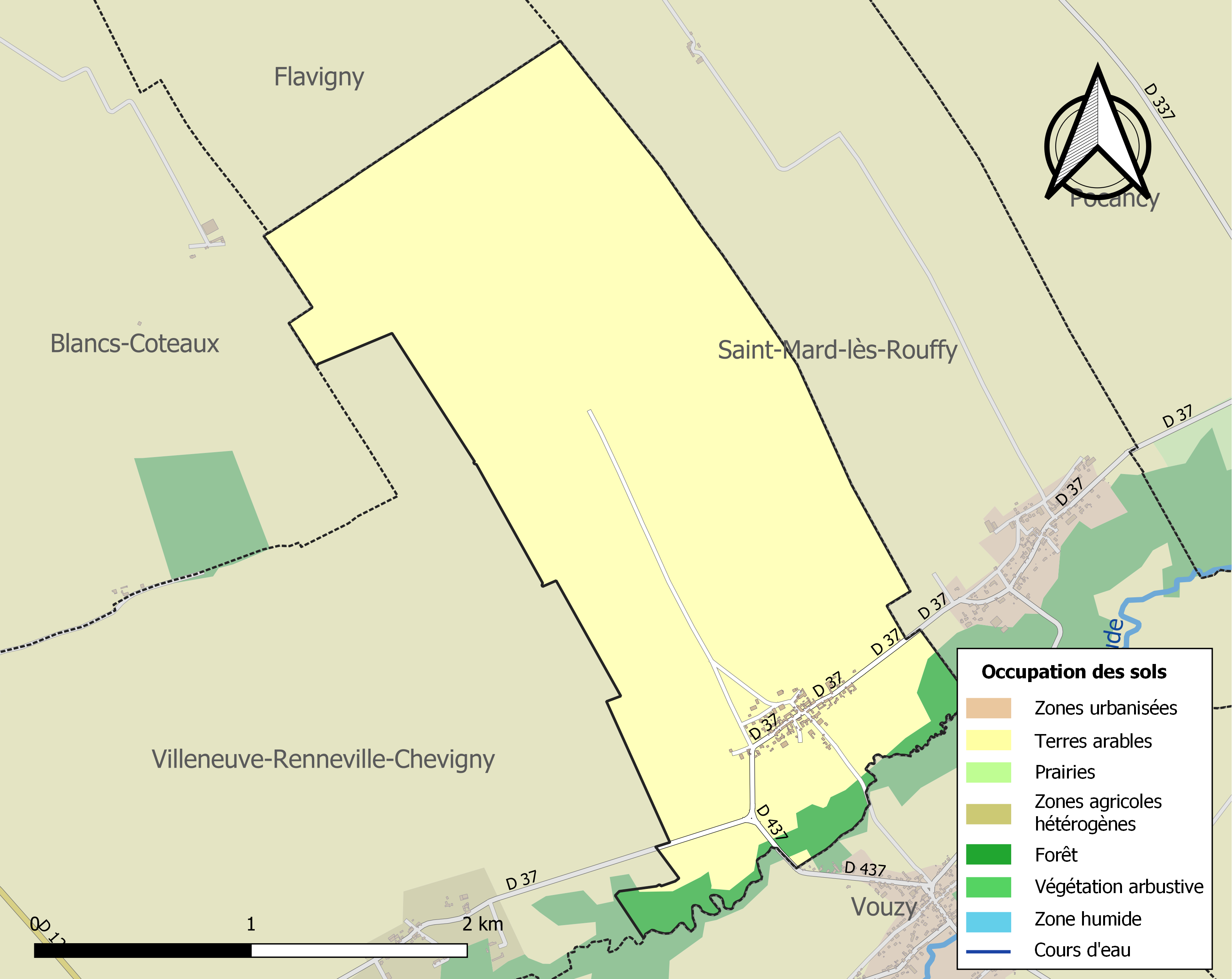
Carte des infrastructures et de l'occupation des sols de la commune en 2018 (CLC).

### Voies de communication et transports
Le village est traversé par la route départementale 37 entre Saint-Mard-lès-Rouffy (vers Jâlons) et Villeneuve-Renneville-Chevigny (vers Vertus). La route départementale 437 relie Rouffy à Vouzy.
Membre de la communauté d'agglomération Épernay, Coteaux et Plaine de Champagne, Rouffy bénéficie du service de transport à la demande (TAD) du réseau Mouvéo. Elle dispose d'un arrêt sur la ligne Z à destination d'Épernay et de Vertus, qui propose en 2025 deux allers et deux retours par jour (du lundi au samedi hors jours fériés).

## Toponymie
Village d'origine gallo-romaine, Rouffy s'appelait « Rufeium » dès le Moyen Âge. Le nom de Rouffy a été établi en 1300.[réf. nécessaire]

## Histoire
Au XIIIe siècle, Edmond de Lancastre (fils du roi d'Angleterre, époux de Blanche d'Artois) possède des biens dans la commune.

## Politique et administration

### Rattachements administratifs et électoraux

#### Rattachements administratifs
La commune se trouve dans l'arrondissement d'Épernay au sein du département de la Marne et de la région Grand Est. Avant le 31 mars 2017, Rouffy appartenait à l'arrondissement de Châlons-en-Champagne.
Elle faisait partie depuis 1793 du canton de Vertus. Dans le cadre du redécoupage cantonal de 2014 en France, cette circonscription administrative territoriale a disparu, et le canton n'est plus qu'une circonscription électorale.

#### Rattachements électoraux
Pour les élections départementales, la commune fait partie depuis 2014 du canton de Vertus-Plaine Champenoise.
Pour l'élection des députés, elle fait partie de la cinquième circonscription de la Marne.

### Intercommunalité
Rouffy était membre de la communauté de communes de la Région de Vertus, un établissement public de coopération intercommunale (EPCI) à fiscalité propre créé en 1994 et auquel la commune avait transféré un certain nombre de ses compétences, dans les conditions déterminées par le Code général des collectivités territoriales.
Dans le cadre des dispositions de la loi portant nouvelle organisation territoriale de la République du 7 août 2015, qui prévoit que les établissements publics de coopération intercommunale (EPCI) à fiscalité propre doivent avoir un minimum de 15 000 habitants, cette intercommunalité a fusionné avec la communauté de communes Épernay Pays de Champagne pour former, le 1er janvier 2017, la communauté d'agglomération Épernay, Coteaux et Plaine de Champagne, dont est désormais membre la commune.
Rouffy n'est membre d'aucune autre intercommunalité.

### Liste des maires

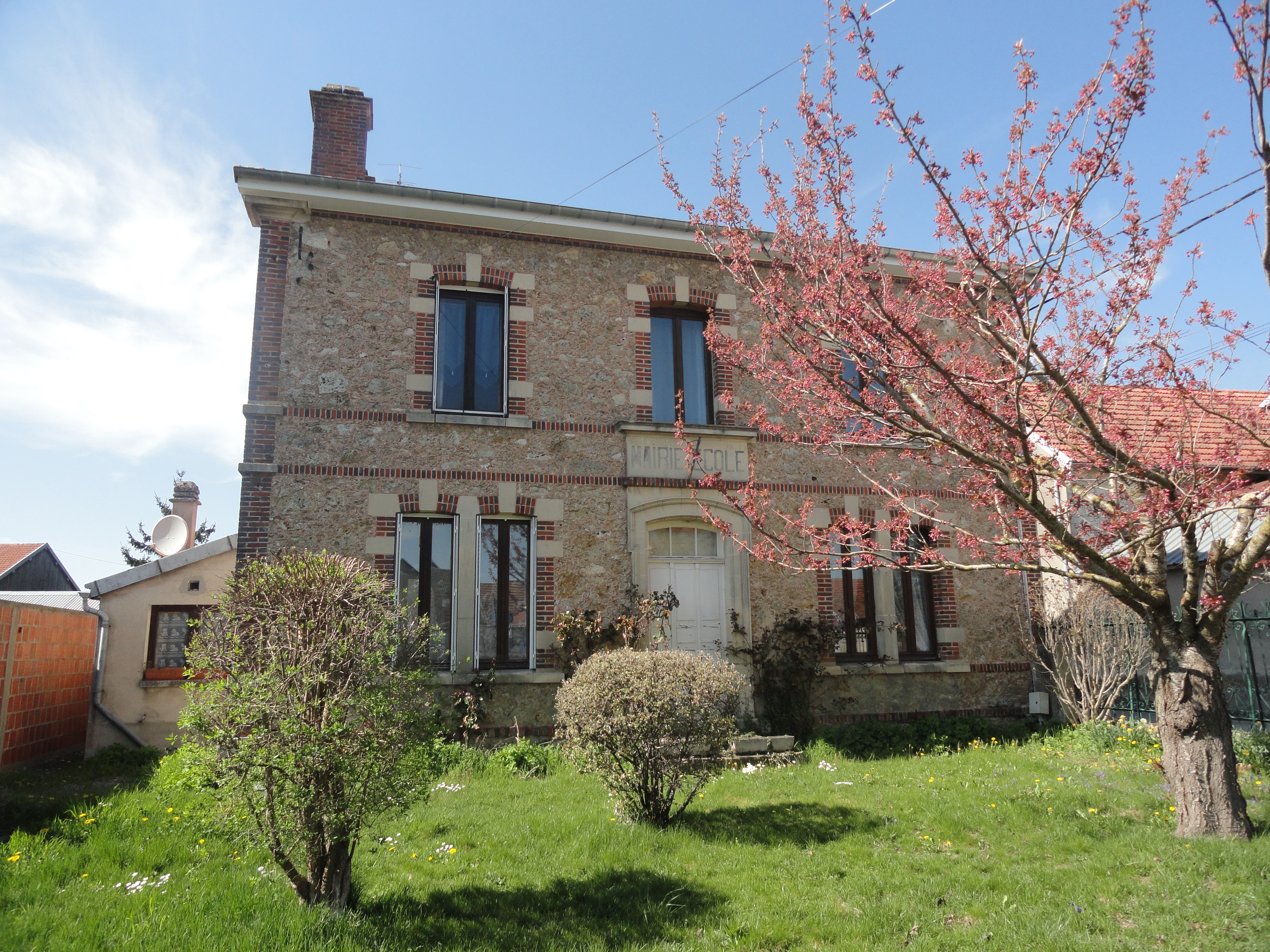
La mairie de Rouffy.

| Période                                  | Période                      | Identité                  | Étiquette | Qualité                         |
| ---------------------------------------- | ---------------------------- | ------------------------- | --------- | ------------------------------- |
| Les données manquantes sont à compléter. |                              |                           |           |                                 |
| 1872                                     | 1898                         | Victor "Frédéric" Brouart |           |                                 |
| 1995                                     | En cours (au 4 juillet 2014) | Joël Buffry               |           | Réélu pour le mandat 2014-2020, |

### Jumelages
Au 1er janvier 2023, Rouffy n'est jumelée avec aucune ville.

## Équipements et services publics

### Eau et déchets
L'approvisionnement en eau potable et l'assainissement des eaux usées sont des compétences de la communauté d'agglomération Épernay Agglo Champagne, gérées par le biais de son service « Régie Eau et Assainissement » depuis le 1er janvier 2022. La commune de Rouffy est alimentée en eau potable par le captage de Vouzy.
La communauté d'agglomération est également compétente en matière de déchets. La collecte des ordures ménagères résiduelles, des déchets recyclables et des biodéchets est réalisée en porte à porte, par mise à disposition de trois bacs distincts. La communauté d'agglomération adhèrant au syndicat de valorisation des ordures ménagères de la Marne (SYVALOM), ces déchets sont amenés au centre de transfert départemental de Pierry puis valorisés sur le site de La Veuve. La collecte du verre et des textiles se fait en apport volontaire. La communauté d'agglomération met par ailleurs trois déchèteries à disposition de ses habitants : à Magenta, Pierry et Voipreux.

### Enseignement
Rouffy fait partie de l'académie de Reims.
La commune est rattachée au regroupement pédagogique de Vertus, composé de l'école maternelle des Sources de 85 élèves et de l'école élémentaire Blanche de Navarre de 152 élèves (chiffres 2024-2025).
Les enfants de Rouffy sont ensuite rattachés au collège Eustache Deschamps de Blancs-Coteaux et au lycée Stéphane-Hessel d'Épernay.

### Postes et télécommunications
Des boîtes aux lettres de La Poste se trouvent dans les communes voisines de Vouzy et Saint-Mard-lès-Rouffy. Le bureau de poste le plus proche est situé à Vertus, à environ 8 km de Rouffy.

### Justice, sécurité et secours
Du point de vue judiciaire, Rouffy relève du conseil de prud'hommes, du tribunal de commerce, du tribunal de proximité, du tribunal judiciaire, du tribunal paritaire des baux ruraux et du tribunal pour enfants de Châlons-en-Champagne, dans le ressort de la cour d'appel de Reims. Pour le contentieux administratif, la commune dépend du tribunal administratif de Châlons-en-Champagne et de la cour administrative d'appel de Nancy.
Rouffy est située en secteur Gendarmerie nationale et dépend de la brigade de Blancs-Coteaux.
En matière d'incendie et de secours, la caserne la plus proche est celle de Vertus, rattachée au Service départemental d'incendie et de secours (SDIS) de la Marne.

## Démographie
Les habitants de la commune sont les Rouffiots et les Rouffiotes.
| 1664 | 1690 | 1709 | 1713 | 1720 | 1725 | 1726 | 1773 | 1774 |
| ---- | ---- | ---- | ---- | ---- | ---- | ---- | ---- | ---- |
| 10   | 12   | 12   | 14   | 14   | 12   | 12   | 14   | 16   |

L'évolution du nombre d'habitants est connue à travers les recensements de la population effectués dans la commune depuis 1793. Pour les communes de moins de 10 000 habitants, une enquête de recensement portant sur toute la population est réalisée tous les cinq ans, les populations de référence des années intermédiaires étant quant à elles estimées par interpolation ou extrapolation. Pour la commune, le premier recensement exhaustif entrant dans le cadre du nouveau dispositif a été réalisé en 2004.

En 2022, la commune comptait 110 habitants, en évolution de −3,51 % par rapport à 2016 (Marne : −1,19 %, France hors Mayotte : +2,11 %).
| 1793 | 1800 | 1806 | 1821 | 1831 | 1836 | 1841 | 1846 | 1851 |
| ---- | ---- | ---- | ---- | ---- | ---- | ---- | ---- | ---- |
| 71   | 65   | 72   | 58   | 80   | 77   | 70   | 82   | 89   |

| 1856 | 1861 | 1866 | 1872 | 1876 | 1881 | 1886 | 1891 | 1896 |
| ---- | ---- | ---- | ---- | ---- | ---- | ---- | ---- | ---- |
| 96   | 101  | 93   | 84   | 87   | 89   | 87   | 93   | 86   |

| 1901 | 1906 | 1911 | 1921 | 1926 | 1931 | 1936 | 1946 | 1954 |
| ---- | ---- | ---- | ---- | ---- | ---- | ---- | ---- | ---- |
| 82   | 82   | 81   | 84   | 99   | 83   | 80   | 88   | 75   |

| 1962 | 1968 | 1975 | 1982 | 1990 | 1999 | 2004 | 2006 | 2009 |
| ---- | ---- | ---- | ---- | ---- | ---- | ---- | ---- | ---- |
| 86   | 73   | 71   | 73   | 74   | 94   | 87   | 84   | 98   |

| 2014 | 2019 | 2022 | - | - | - | - | - | - |
| ---- | ---- | ---- | - | - | - | - | - | - |
| 113  | 111  | 110  | - | - | - | - | - | - |

## Économie

### Revenus de la population et fiscalité
En 2021, la commune compte 45 ménages fiscaux, regroupant 115 personnes.
Le revenu disponible par unité de consommation est alors de 26 400 €, supérieur à celui de la communauté d'agglomération d'Épernay (23 370 €), du département de la Marne (22 830 €) et de la France métropolitaine (23 080 €). Pour des raisons de secret statistique, le taux de pauvreté à Rouffy n'est pas communiqué par l'Insee.
En matière de fiscalité locale des particuliers, les taux globaux appliqués à Rouffy en 2024 sont de 42,3 % pour la taxe foncière sur les propriétés bâties (contre 38,33 % à l'échelle départementale), 40,79 % pour la taxe foncière sur les propriétés non bâties (contre 37,65 %), 29,28 % pour la taxe d'habitation sur les résidences secondaires et les logements vacants (contre 24,16 %) et 9,38 % pour la taxe d'enlèvement des ordures ménagères (contre 10,88 %).

### Emploi
Rouffy appartient à la zone d'emploi d'Épernay.
En 2022, le taux d'activité des 15-64 ans est de 83,4 %, supérieur à celui de la communauté d'agglomération (77,9 %), du département (74,6 %) et de la France métropolitaine (75,3 %). Pour cette même catégorie de population, le taux de chômage est de 4,2 % contre 11  % pour la communauté d'agglomération, 11,8 % pour la Marne et 11,3 % pour la France métropolitaine.
En 2022, Rouffy compte 7 emplois, dont 57,1 % de salariés et 42,9 % de non-salariés. Avec 55 actifs y résidant, la commune a alors un indicateur de concentration d'emploi de 12,7. Dans les faits, 10,9 % des actifs résidant à Rouffy y travaillent tandis que 89,1 % travaillent dans une autre commune.

### Entreprises, commerces et agriculture
En 2022, la commune compte 4 établissements économiquement actifs (hors agriculture).
L'Insee n'y recense aucun commerce en 2024. La commune compte des chambres d'hôtes.
En 2020, Rouffy compte 10 exploitations agricoles, pour une surface agricole utilisée de 556 hectares et 8 emplois à temps plein. Selon l'Agreste, la production agricole de la commune est spécialisée dans la polyculture.

## Culture et patrimoine

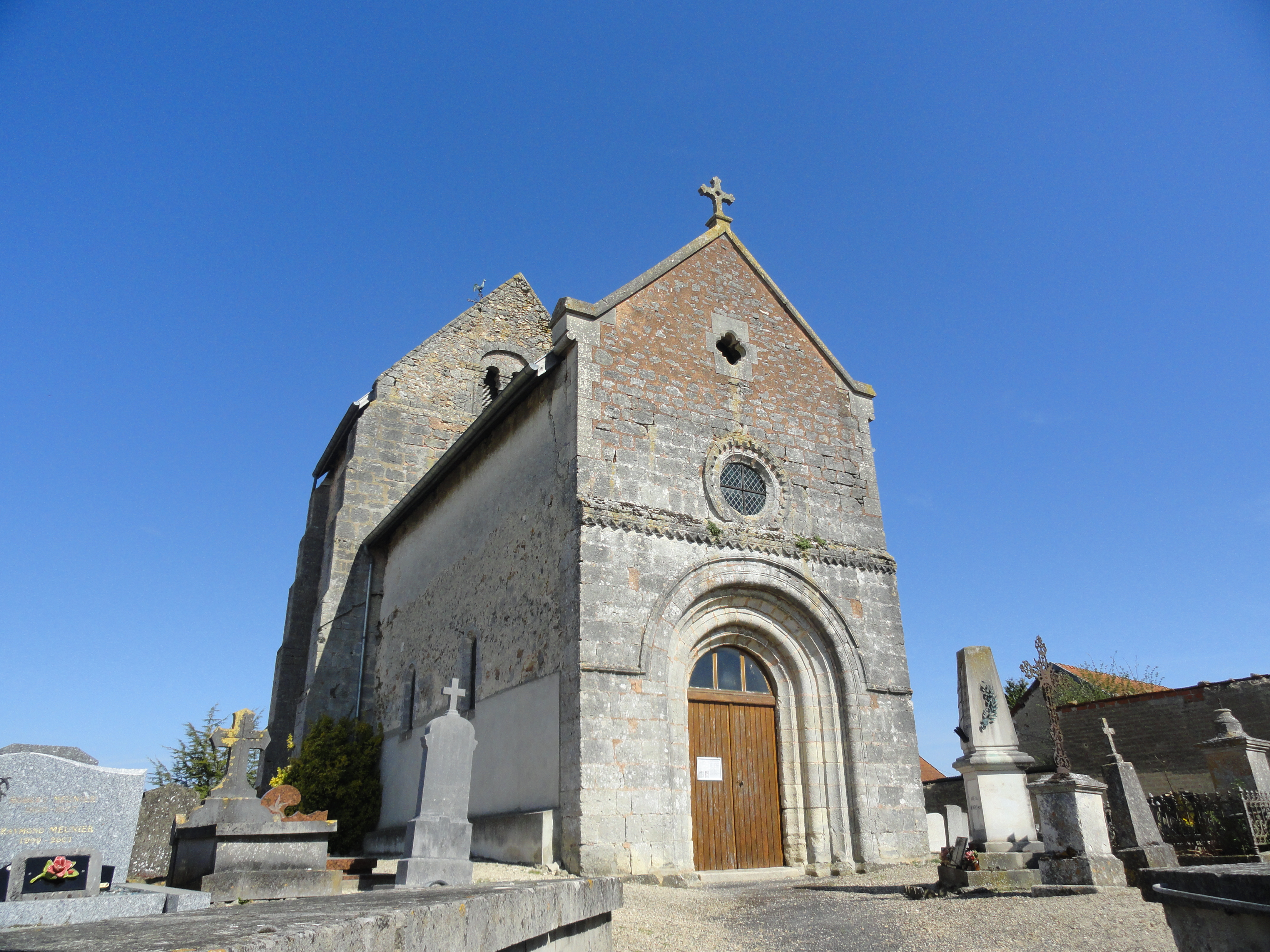
L'église Notre-Dame.

### Patrimoine religieux
- L'église Notre-Dame de Rouffy est de style roman. Elle fait partie de la paroisse Saint-Ephrem-de-la-Berle aux Tarnauds[42].
- Calvaire : une croix de pierre érigée sur trois marches circulaires en pierres taillées.